# Беледуэйне
Беледуэйне (сомал. Beledweyne, араб. بلد وين‎) — город в сомалийском регионе Хиран. Население — 55 410 чел. (по данным 2012 года).
Город стоит на берегах реки Уэби-Шабелле, недалеко от границы с эфиопским регионом Огаден, в 332 км к северу от столицы Сомали — Могадишо. Река Уэби-Шабелле делит Беледуэйне на две части — западную и восточную.

## Климат
Климат Беледуэйне весьма засушлив. Наиболее высокая температура наблюдается здесь в весенние месяцы, наименьшая — в декабре.
| Показатель              | Янв. | Фев. | Март | Апр. | Май  | Июнь | Июль | Авг. | Сен. | Окт. | Нояб. | Дек. | Год  |
| ----------------------- | ---- | ---- | ---- | ---- | ---- | ---- | ---- | ---- | ---- | ---- | ----- | ---- | ---- |
| Средний максимум, °C    | 34,7 | 35,6 | 36,7 | 36,7 | 34,8 | 34,0 | 33,1 | 33,5 | 35,2 | 34,3 | 34,7  | 34,7 | 34,8 |
| Средняя температура, °C | 28,3 | 28,7 | 30,0 | 30,1 | 29,0 | 28,3 | 27,8 | 27,6 | 28,9 | 28,4 | 28,3  | 28,3 | 28,6 |
| Средний минимум, °C     | 21,8 | 21,8 | 23,3 | 23,6 | 23,2 | 22,6 | 22,5 | 21,6 | 22,6 | 22,5 | 22,0  | 21,9 | 22,4 |
| Норма осадков, мм       | 0    | 0    | 8    | 67   | 67   | 5    | 0    | 1    | 9    | 69   | 37    | 7    | 270  |
| Источник:               |      |      |      |      |      |      |      |      |      |      |       |      |      |

## История

План битвы за город (2006).

Беледуэйне является одним из старейших городов страны; отсюда происходят родом многие известные сомалийские политические деятели — от Адена Абдуллы Османа Даара до Мохаммеда Фараха Айдида.
После перевода столицы государства дервишей в Талех в 1909 году Саид Мохаммед Абдилле Хасан и его дервиши соорудили рядом с Беледуэйне форт с целью упрочения своего контроля над регионом Огаден.
С 1960 года — в составе независимого Сомали.
В 1970-х годах, ввиду своего стратегического местоположения, город был базой Фронта освобождения Западного Сомали, ставившего своей целью присоединение эфиопской провинции Огаден к «Великому Сомали».
В ходе Сомалийской войны Переходное федеральное правительство Сомали при поддержке эфиопских частей отбило город у Союза исламских судов (2006). Однако к концу 2008 года Беледуэйне перешёл под контроль движения Аш-Шабаб. 18 июня 2009 года в городе произошёл крупный террористический акт, в результате взрыва заминированного автомобиля погибли 35 человек. В 2010 году имело место ещё одно сражение, в котором исламисты совместными усилиями смогли нанести поражение сомалийским правительственным войскам. Тем не менее, 31 декабря 2011 года город вновь перешёл под контроль федерального правительства. Операцию проводили сомалийская и эфиопская армии.